# 第10回ボストン・オンライン映画批評家協会賞
第10回ボストン・オンライン映画批評家協会賞（だい10かいボストン・オンラインえいがひひょうかきょうかいしょう）は2021年の映画を対象とした賞で、2021年12月11日に受賞者が発表された。

## 受賞一覧

### 作品トップ10
- 1位 『パワー・オブ・ザ・ドッグ』
  - 2位 『リコリス・ピザ』
  - 3位 『グリーン・ナイト』
  - 4位 『ドライブ・マイ・カー』
  - 5位 『PIG/ピッグ』
  - 6位 『DUNE/デューン 砂の惑星』
  - 7位 『TITANE/チタン』
  - 8位 『わたしは最悪。』
  - 9位 『スペンサー ダイアナの決意』
  - 10位 『FLEE フリー』

### 監督賞
- ジェーン・カンピオン - 『パワー・オブ・ザ・ドッグ』

### 主演男優賞
- ベネディクト・カンバーバッチ - 『パワー・オブ・ザ・ドッグ』

### 主演女優賞
- クリステン・スチュワート - 『スペンサー ダイアナの決意』

### 助演男優賞
- コディ・スミット＝マクフィー - 『パワー・オブ・ザ・ドッグ』

### 助演女優賞
- キルスティン・ダンスト - 『パワー・オブ・ザ・ドッグ』

### 脚本賞
- ジェーン・カンピオン - 『パワー・オブ・ザ・ドッグ』

### 撮影賞
- アリ・ワグナー - 『パワー・オブ・ザ・ドッグ』

### 編集賞
- ジョー・ウォーカー - 『DUNE/デューン 砂の惑星』

### 作曲賞
- ハンス・ジマー - 『DUNE/デューン 砂の惑星』

### アニメ映画賞
- 『ミッチェル家とマシンの反乱』

### 外国語映画賞
- 『わたしは最悪。』 ノルウェー

### アンサンブル演技賞
- 『リコリス・ピザ』

### ドキュメンタリー映画賞
- 『FLEE フリー』